# Charles Porphyre Alexandre Desains
Pour les articles homonymes, voir Desains.
Charles Porphyre Alexandre Desains, né à Lille le 28 mai 1789, et mort à Paris 6e le 14 décembre 1862, est un peintre et un homme de lettres français.

## Biographie

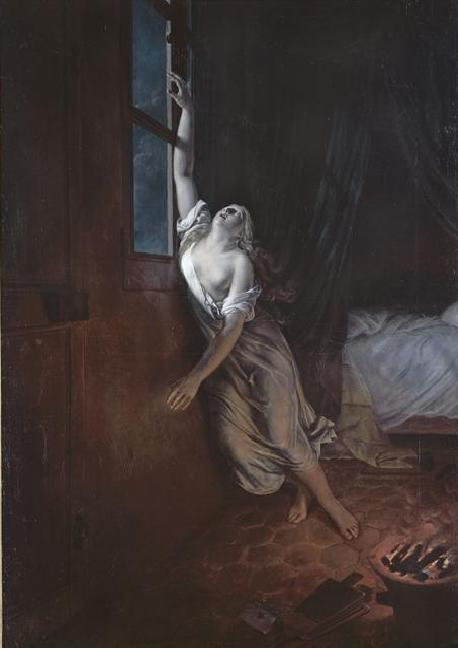
Femme asphyxiée (1822), palais des beaux-arts de Lille.

Natif de Lille, Charles Desains est cependant issu d'une famille de Saint-Quentin. Il ne suivit pas l'exemple de son père industriel, mais s'établit à Paris où il fut l'élève de Jacques-Louis David et l'ami d'autres artistes comme Horace Vernet, Paul Delaroche et James Pradier.
Membre de la Société libre des beaux-arts de Paris, il en fut président en 1835 et 1855
Dans le domaine de la littérature, il se fit remarquer par un recueil de fables, illustré par ses amis. Professeur à l'École normale, il y enseignait encore l'année de sa mort en 1862.
En 1835, il demeurait au no 8 rue Cassette à Paris

## Salons
Il expose au Salon de Paris de 1819 à 1827.
- 1819 :
  - Négresse (n° 329)[6]
  - Distraction du Comte de Brancas (n°1615), sujet d'après les Lettres de Madame de Sévigné
  - Sainte famille (n°1616)
- 1822 : Femme asphyxiée
- 1827 : Un Guerrier mourant pour la croix; tête d'étude, (n°321). Réexposé Salon de Lille en 1834
- 1833, tableau refusé par le jury [7], La Loterie, non localisé[8]
- 1846, tableaux refusés par le jury [9], La Vierge pleurant son fils, non localisé et Nègre, non localisé.

## Collections publiques
- Palais des beaux-arts de Lille :
  - Femme asphyxiée, 1822, huile sur toile[10],[11],[12]
  - Adam et Ève trouvant Abel mort, 1861[13]
- Paris, musée du Louvre : Sophie-Clémence Delacazette (1774-1854), miniature

## Notice biographique
« Messieurs, 
Parmi les membres correspondants qui vous ont été enlevés depuis votre dernière séance publique, il en est un dont vous avez regretté particulièrement la perte : je veux parler de M. Charles Desains, que sa triple qualité de Saint-Quentinois d’origine, de peintre et de littérateur, rendait cher à la Société. M. Charles Desains appartenait à l’honorable famille des Desains qui jouit dans notre ville d’une considération bien méritée. Né d’un père industriel, il n’eut pas le goût de l’industrie. Son amour pour les arts le conduisit à Paris, où il fut élève du célèbre David et où il se lia d’amitié avec nos plus grands artistes : Horace Vernet, Paul Delaroche, Coudert (sic), peintres ; Pradier, sculpteur. Sous la direction d’un pareil maître et dans ce milieu éminemment artistique, M. Charles Desains ne pouvait manquer de devenir lui-même un artiste distingué . Aussi a-t-il produit des œuvres nombreuses et d’un véritable mérite. Nous n’en citerons que deux.
C’est d’abord, le tableau représentant une jeune fille qui a commis une faute, sans doute, et s’est asphyxiée, mais qui, poussée trop tard par le remords et le désir de vivre, qui, souvent, se réveille au dernier moment, tombe en essayant en vain d’ouvrir sa fenêtre pour échapper à la mort. Cette toile a eu les honneurs du salon.
Une autre, composée contre la passion de la loterie, représente un homme qui ouvre d’une main crispée la porte du funeste bureau. Un enfant couvert de haillons, laissant apercevoir quelques broderies déchirées, restes d’une fortune dissipée par son père le retient d’une main, et de l’autre lui indique du doigt la boutique d’un boulanger qui pourrait apaiser sa faim. La chien gratte à la porte de la maison de jeu dan laquelle il est habitué à venir.
En même temps que M. Charles Desains appliquait dans ses œuvres les règles de l’art, il les enseignait à ses nombreux élèves, et, lorsqu’il mourut, à l’âge de 73 ans, il était encore professeur à l’école normale de Paris.
La peinture et la poésie sont sœurs et toutes les deux filles de l’imagination et du sentiment. L’une peint avec des couleurs, l’autre avec des mots ; l’une et l’autre présentent les objets d’une manière saisissante, qui frappe les esprits pour remuer les cœurs. M. Charles Desains eut ce double talent ; il fut peintre et littérateur tout à la fois. Vous connaissez tous son charmant recueil de fables dont il vous a fait hommage.
Cet ouvrage se recommande par de précieuses qualités : pureté de langue, correction de style, traits souvent heureux, fine bonhomie, qui est la perfection du genre. La lecture de ses fables, était, nous n’en doutons pas, accueillie avec le plus vif intérêt par la société philotechnique dont il était membre et dont il fut plusieurs fois président . M. Charles Desains lisait ses fables d’une manière charmante et qui ajoutait encore beaucoup à la beauté de ses compositions. Nous avons eu la bonne fortune de l’entendre nous-même, ici, peu de temps avant sa mort, chez une dame, sa parente, qui se plait, elle aussi, à cultiver les arts. Sa belle santé et sa gaieté étaient loin de faire pressentir sa fin prochaine.
Heureux, Messieurs, les hommes qui ne meurent pas tout entiers et qui laissent après eux des traces de leur passage sur la terre, surtout si ces traces montrent le chemin que nous devons suivre. M. Charles Desains a été un de ces hommes. Il ne nous appartient pas de désigner la place qu’il doit occuper dans les arts et dans la littérature. Nous n’avons pas qualité pour peser les différents mérites. Nous nous bornerons à faire observer que le ciel est parsemé d’un nombre infini d’étoiles de différentes grandeurs et que, toutes, elles concourent à embellir la voûte des cieux et à former cette douce lumière qui nous dirige pendant la nuit. Ne nous arrêtons pas, Messieurs, à mesurer les talents ; accueillons-les tous avec amour et reconnaissance. »

— Héré, « Notice biographique sur M. Charles Desains, membre de la société académique, par M. Héré, membre titulaire », Société Académique de Saint-Quentin, Travaux de 1863 à 1864, p. 69-72.